# طوزله
طوزله (بالتركية: Tuzla)‏ هي بلدة ومُديريَّة تقع في ولاية إسطنبول بتركيا. تصل مساحتها إلى 68 كم²، وترتفع عن سطح البحر حوالي 48 م.